# 阿尔科龙新镇
阿尔科龙新镇，是西班牙卡斯蒂利亚-拉曼恰瓜达拉哈拉省的一个市镇。总面积99平方公里，总人口243人（2001年），人口密度2人/平方公里。